# Canton de Lanmeur
Le canton de Lanmeur était une division administrative française, située dans le département du Finistère et la région Bretagne. À la suite du redécoupage cantonal de 2014, il est supprimé et les communes qui le composaient rejoignent le canton de Plouigneau.

## Composition
Le canton de Lanmeur regroupe les communes suivantes :
| Nom                 | Code Insee | Codepostal | Superficie (km2) | Population (dernière pop. légale) | Densité (hab./km2) |
| ------------------- | ---------- | ---------- | ---------------- | --------------------------------- | ------------------ |
| Lanmeur (chef-lieu) | 29113      | 29620      | 26,47            | 2 195 (2012)                      | 83                 |
| Garlan              | 29059      | 29610      | 13,34            | 1 020 (2012)                      | 76                 |
| Guimaëc             | 29073      | 29620      | 18,73            | 959 (2012)                        | 51                 |
| Locquirec           | 29133      | 29241      | 5,96             | 1 395 (2012)                      | 234                |
| Plouégat-Guérand    | 29182      | 29620      | 17,29            | 1 097 (2012)                      | 63                 |
| Plouezoc'h          | 29186      | 29252      | 15,83            | 1 580 (2012)                      | 100                |
| Plougasnou          | 29188      | 29630      | 33,94            | 3 107 (2012)                      | 92                 |
| Saint-Jean-du-Doigt | 29251      | 29630      | 19,81            | 608 (2012)                        | 31                 |

## Histoire
- De 1833 à 1848, les cantons de Morlaix et de Lanmeur avaient le même conseiller général. Le nombre de conseillers généraux était limité à 30 par département[1].

### Conseillers généraux de 1833 à 2015
| Période                 | Identité                                               | Parti         | Qualité |
| ----------------------- | ------------------------------------------------------ | ------------- | --- |
| 1833-1848               | voir Canton de Morlaix                                 |               | |
| 1848-1852               | Gustave Swiney                                         |               | Propriétaire du château et maire de Plouégat-Guerrand, ancien conseiller d'arrondissement                      |
| 1852-1857 (décès)       | Charles de Kergrist (1794-1857)                        |               | Ancien Procureur du Roi à Morlaix Propriétaire du manoir de Keromnès Maire de Carantec (1853-1857)             |
| 1858-1877 (décès)       | Comte Ludovic de Kersauson du Vieuxchastel (1825-1877) | Droite        | Propriétaire à Plouezoc'h Tué en 1877 dans un accident de voiture.                                             |
| 1877-1890               | Jean-Marie Clech                                       | Républicain   | Médecin Maire de Lanmeur Député (1889-1891)                                                                    |
| 1890-1910               | Paul Gustave Swiney (fils de G.Swiney)                 | Rép.G         | Ancien adjoint au Maire de Morlaix Propriétaire, maire de Plouégat-Guerrand                                    |
| 1910-1934               | Yves Guillemot                                         | Rép.G→Rad.ind | Médecin Maire de Lanmeur Sénateur (1927-1939)                                                                  |
| 1934                    | François Tanguy-Prigent                                | SFIO          | Agriculteur-exploitant à Saint-Jean-du-Doigt Election annulée                                                  |
| 1935-1940 (destitution) | François Tanguy-Prigent                                | SFIO          | Maire de Saint-Jean-du-Doigt Député (1936-1940) Révoqué par le Gouvernement de Vichy en 1943                   |
|                         |                                                        |               | |
| 1943-1945               | Sébastien Menut                                        |               | Officier des équipages de la flotte de première classe Maire de Lanmeur Nommé conseiller départemental en 1943 |
|                         |                                                        |               | |
| 1945-1970 (décès)       | François Tanguy-Prigent                                | SFIO puis PSU | Député (1936-1940; 1945-1958 et 1962-1967) Ministre (1944-1947 et 1956-1957)                                   |
| 1970-1979               | Yves Moal                                              | PSU puis PS   | Retraité de l'artillerie coloniale Maire de Lanmeur (1947-1977)                                                |
| 1979-1998               | Jean-René Cadran                                       | PS            | Marin puis enseignant Maire de Locquirec (1972-1989 et 1995-2001)                                              |
| 1998-2011               | Jean-Luc Fichet                                        | PS            | Directeur d'institut médico-éducatif Sénateur (2008-2014 et depuis 2017) Maire de Lanmeur (1989-2017)          |
| 2011-2015               | Nathalie Bernard                                       | PS            | Ancienne assistante parlementaire de Marylise Lebranchu Maire de Plougasnou depuis 2014                        |

### Conseillers d'arrondissement (de 1833 à 1940)
| Période                                  | Période      | Identité                    | Étiquette                | Qualité |
| ---------------------------------------- | ------------ | --------------------------- | ------------------------ | --- |
| 1833                                     | 1839         | M. Le Court de Kergrist     |                          | Avocat, propriétaire à Saint-Jean-du-Doigt                                                                  |
| 1839                                     | 1845         | Gustave Swiney (1808-1888)  |                          | Propriétaire à Plouégat-Guérand                                                                             |
| 1845                                     | 1847 (décès) | Joseph du Dresnay           | Opposition légitimiste   | Officier de cavalerie, député (1844-1847)                                                                   |
|                                          |              |                             |                          | |
| 1871                                     |              | Joseph Mahé (1808-1891)     |                          | Propriétaire, maire de Plougasnou (1847-1878)                                                               |
| 1880                                     | 1907         | Guillaume Redou (1828-1908) | Républicain opportuniste | Adjoint au maire, puis maire (1893-1904) de Plougasnou                                                      |
| 1907                                     | 1919         | Yves-Marie Le Coz           | Rad.                     | Notaire, maire de Lanmeur                                                                                   |
| 1919                                     | 1937         | Pierre Périou               | Républicain-RG           | Propriétaire à Guimaëc                                                                                      |
| 1937                                     | 1940         | François Charles            | SFIO                     | Cultivateur - Conseiller municipal de Plougasnou (maire de 1944 à 1971)                                     |
| 1940                                     |              |                             |                          | Les conseils d'arrondissement ont été suspendus par la loi du 12 octobre 1940 et n'ont jamais été réactivés |
| Les données manquantes sont à compléter. |              |                             |                          | |

## Démographie
| 1962   | 1968   | 1975   | 1982   | 1990   | 1999   | 2006   | 2011   | 2012   |
| ------ | ------ | ------ | ------ | ------ | ------ | ------ | ------ | ------ |
| 11 011 | 10 679 | 10 602 | 11 095 | 11 732 | 11 615 | 11 883 | 12 022 | 11 961 |